# 银河战士 (游戏)
《银河战士》是一款军事科幻类主题的动作冒险游戏，是银河战士系列的首作。本游戏是由任天堂开发一部和岩崎技研工業合作开发（岩崎的電子遊戲開發業務於1986年12月Intelligent Systems公司成立後繼承）。本作于1986年8月6日在FC磁碟机发行，并于1987年8月在北美地区及1988年1月在欧洲地区的NES发行。本游戏于2004年10月在Game Boy Advance再次发行。
故事发生在Zebes行星，薩姆斯‧亞蘭想要夺回被宇宙海盜偷走的寄生生物体「密特罗德」。宇宙海盜希望通过beta射线照射密特罗德来复制他们，并用他们来作为生物武器来消灭萨姆斯和所有反对他们的人。